# Александровський (Карасуцький район)
Александровський (рос. Александровский) — селище у Карасуцькому районі Новосибірської області Російської Федерації.
Входить до складу муніципального утворення Михайловська сільрада. Населення становить 489 осіб (2010).

## Історія
Згідно із законом від 2 червня 2004 року органом місцевого самоврядування є Михайловська сільрада.

## Населення
| 2002 | 2007 | 2010 |
| ---- | ---- | ---- |
| 511  | ↘509 | ↘489 |